# 74 (getal)
74 (vierenzeventig) is het natuurlijke getal volgend op 73 en voorafgaand aan 75.
In de Franse taal (vooral in Frankrijk) is het getal 74 samengesteld uit meerdere telwoorden: soixante-quatorze (60+14). Andere Franstaligen, zoals de Belgen en de Zwitsers, gebruiken: septante-quatre: 70+4.

## In de wiskunde
Met twee priemfactoren (2 en 37) is 74 de 25e semipriem en de 21e distincte semipriem; het is een gebrekkig getal, want 1+2+37<74; het tekort is 34. Het heeft een beleefdheid 1, gezien de oneven priemfactor: 17+18+19+20=74.
74 is de achtste niettotiënt: er is geen oplossing voor Eulers totiëntvergelijking φ(x) = 74.

## Overig
74 is ook:
- Het jaar A.D. 74 en 1974.
- Het atoomnummer van het scheikundige element Wolfraam (W).